# جيليان جونز
جيليان جونز (بالإنجليزية: Gillian Jones)‏ هي ممثلة أسترالية، ولدت في 19 أبريل 1947 في أستراليا.

## أعمال

### أفلام
- (1997) أوسكار ولوسيندا[3][4]
- (2015)  فيوري رود[5][6][7][8][9]

## وصلات خارجية
- جيليان جونز على موقع IMDb (الإنجليزية)
- جيليان جونز على موقع قاعدة بيانات الفيلم (الإنجليزية)